# Venus am Strand
Venus am Strand ist eine US-amerikanische Filmkomödie aus dem Jahr 1949 von Peter Godfrey mit Ronald Reagan und Virginia Mayo in den Hauptrollen. Der Film wurde von Warner Bros. produziert.

## Handlung
Der New Yorker Talentscout Chuck Donovan wird von einem Fernsehproduzenten beauftragt, das Model zu identifizieren, das für das Werbeplakat The Randolph Girl des Malers Bob Randolph gemalt wurde. In Bobs Studio muss selbst dessen Sekretärin Miss Brooks zugeben, das Model nicht zu kennen. Als Chuck versucht, den Namen von Bob zu erfahren, werden sie von einem Mann unterbrochen, der Bob eine Rechnung über zwölf Goldarmbänder übergibt.
Chuck findet heraus, dass es sich bei dem Model nicht um eine, sondern um zwölf verschiedene Frauen handelt. Deprimiert denkt Chuck an Selbstmord. Er will sich am Jones Beach in die Fluten stürzen. Zuvor hat er seiner Freundin, der Fotografin Connie Martin, eine Nachricht über seinen geplanten Selbstmord zukommen lassen, damit sie ihn, wie üblich, rettet. Nun wartet er in einem Ruderboot, dass Connie zu seiner Rettung erscheint, und sucht mit einem Fernglas den Strand nach ihr ab. Dabei bemerkt er eine Frau in einem Badeanzug, die dem Randolph Girl täuschend ähnlich sieht. Während Chuck zum Strand rudert, verschwindet die Frau in der Umkleide. Als sie wieder herauskommt, erkennt Chuck sie wegen ihrer Bekleidung nicht.
Die folgende Woche verbringen Chuck und Bob damit, den Strand nach der Frau abzusuchen. Chuck vermutet, dass die sonnenbadende Ruth Wilson die Gesuchte ist, und folgt ihr, als sie nach Hause geht. Ruth ist Lehrerin und lebt mit ihrer Mutter und ihrem Bruder Woody zusammen. Sie will keinen Mann, der sie wegen ihrer Attraktivität umgarnt, daher kleidet sie sich unvorteilhaft. Ruth lehrt an einer Abendschule Englisch für Einwanderer. Chuck hat die Idee, dass Bob sich als tschechischer Einwanderer ausgibt und ihre Klasse besucht. Der Plan funktioniert und Bob wird zu Ruths Schüler, die sich jedoch über seinen ständig ändernden Akzent wundert. Nach einiger Zeit verabreden sie sich zum Essen, und Ruth beginnt, sich in Bob zu verlieben.
Als die Nachricht verbreitet wird, dass das Randolph Girl demnächst einen Fernsehauftritt hat, erwarten die zwölf Models, die nichts voneinander wissen, kontaktiert zu werden. Chuck will die Frauen beruhigen, doch lässt er versehentlich Bobs Adressbuch bei einer von ihnen liegen. Dadurch erfahren die Models von Bobs Trick und brechen den Kontakt ab. Kurz darauf begegnet Miss Brooks dem Pärchen und enthüllt so Bobs wahre Identität. Bob erklärt Ruth, dass er sie am Strand gesehen habe und sie kennenlernen wollte, deshalb habe er sich als Einwanderer ausgegeben und ihre Klasse besucht. Er versichert ihr, dass er ihren Charakter liebe, doch seltsamerweise besteht Ruth darauf, dass er ihr Aussehen loben soll.
Am nächsten Tag ruft Ruth Bob an, um sich mit ihm am Strand zu treffen. Chuck beauftragt Connie, heimlich ein Foto von Ruth am Strand zu machen, das er den Zeitungen schicken kann. Die Veröffentlichung des Fotos führt dazu, dass Ruth von der Schuldirektorin Miss Shoemaker gefeuert wird. Ruth zieht vor Gericht. Bob wird als Zeuge geladen und führt einen Film über Bademoden im Laufe der Zeit vor. In einer Szene vom Beginn des Jahrhunderts ist eine junge Miss Shoemaker zu erkennen, die für Erregung öffentlichen Ärgernisses durch ihren Badeanzug festgenommen wird. Nun wird Ruth aufgerufen, die im Badeanzug aussagt, dass ihr Privatleben die Schule nichts angehe. Ruth wird wieder eingestellt. Sie und Bob planen eine Doppelhochzeit mit Chuck und Connie.

## Produktion

### Hintergrund
Gedreht wurde der Film von Mitte Mai bis zum 1. Juli 1948 in den Warner-Studios in Burbank.

### Stab
Leah Rhodes war die Kostümbildnerin. William C. McGann und Edwin B. DuPar waren für die Spezialeffekte verantwortlich.

### Besetzung
In kleinen nicht im Abspann erwähnten Nebenrollen traten Lola Albright, Raymond Bailey, Leah Baird, Creighton Hale, Joi Lansing, Harold Miller, Hans Moebus, John Mylong, Paul Panzer, Jeff Richards, Dale Robertson, Joan Vohs und Tom Wilson auf.
Als Moderator einer Radioquizshow ist in der Originalfassung Olan Soulé zu hören.
Für Henry Travers war es der letzte Film seiner Karriere.

### Musik
Folgende Songs werden im Film gespielt:
- The Girl from Jones Beach von Eddie Seiler und Sol Marcus
- Pretty Baby von Egbert Van Alstyne und Tony Jackson
- Auf Wiedersehen, My Dear von Milton Ager, Al Goodhart, Al Hoffman und Edward G. Nelson
- I'm Looking Over a Four-Leaf Clover von Harry MacGregor Woods
- You Do Something to Me von Cole Porter
- You Must Have Been a Beautiful Baby von Harry Warren
- A Vision of Salome von Jens Bodewalt Lampe
- (I Wish I Was in) Dixie's Land von Daniel Decatur Emmett
- I Know That You Know von Vincent Youmans
- I Only Have Eyes for You von Harry Warren und Al Dubin
- You Oughta Be in Pictures von Dana Suesse

## Veröffentlichung
Die Premiere des Films fand am 16. Juli 1949 statt. In der Bundesrepublik Deutschland kam er am 7. November 1950 in die Kinos, in Österreich am 23. November 1953.

## Kritiken
Der Filmkritiken-Aggregator Rotten Tomatoes hat in einer Auswertung ein Publikumsergebnis von 36 Prozent positiver Bewertungen ermittelt.
Das Lexikon des internationalen Films schrieb: „Amüsante Komödie mit witzigen Dialogen und guter Kameraarbeit, die unbeschwert, wenn auch nicht tiefschürfend unterhält.“
Die Filmzeitschrift Cinema befand: „Ganz ulkig, aber leider auch schon leicht angestaubt.“
Bosley Crowther von der The New York Times war dankbar, dass Warner alles versucht habe, um Virginia Mayos brillante Präsentation von Badeanzügen nicht mit massigen, hirnermüdenden Anweisungen zu vernebeln.
Der Kritiker des TV Guide sah einen leichtgewichtigen Film mit einem liebenswürdigen Ronald Reagan. Ein reizender Film mit glänzenden Texten von Drehbuchautor Diamond.